# Roberto Genuin
Roberto Genuin, O.F.M.Cap. (Falcade, 20 de setembro de 1961) é um sacerdote religioso italiano, desde 2018, Ministro Geral dos Capuchinhos.

## Biografia
Frei Roberto Genuin nasceu em 20 de setembro de 1961 em Falcade (província e diocese de Belluno, Itália). Filho de Antonio Genuin e de Valeria Adami, de família numerosa e católica. Foi batizado em 24 de setembro de 1961. Entrou no Seminário Seráfico de Castelmonte (em Údine) ao 11 anos de idade, em 1972. Iniciou o Noviciado, em Lendinara, (província de Adria-Rovigo), em 3 de outubro de 1980. Fez a profissão simples em 4 de outubro de 1981 e a profissão perpétua, em Veneza, em 30 de junho de 1985. Bacharelou-se em Teologia em 27 de junho de 1986, no Estudantado Teológico Interprovincial Laurentianum em Veneza, obtendo Summa cum laude. Foi ordenado sacerdote em 27 de junho de 1987 em sua paróquia de Falcade (Belluno). Membro de nosso Colégio Internacional em Roma, de 1991 a 1996, na Pontifícia Universidade Lateranense obteve o Doutorado de Pesquisa em Direito, in Utroque Iure (Direito Civil e Direito Canônico).
Ainda como diácono, foi animador do Seminário Seráfico de 1986 a 1987, e Diretor de 1988 a 1991. Após os estudos em Roma, foi Guardião de Veneza, Vice-Diretor do Estudantado Teológico Laurentianum e docente titular do mesmo, de 1996 a 2008. Eleito Vigário Provincial, participou como Delegado dos Capítulos Gerais de 2006, 2012 e 2018. Em 2008 foi eleito Ministro Provincial e foi reeleito para o 2° triênio. Em 2014, foi nomeado primeiro Ministro Provincial da Província Vêneta de Santa Cruz pelo Ministro Geral. Em 2017, frei Roberto foi nomeado Guardião do Convento de Rovereto (Trento).
Como Ministro Provincial, visitou todos os frades da Província na Itália e no exterior. Os frades de Veneza trabalham como missionários em serviço silencioso na Igreja de: Angola, Cabo Verde, Moçambique, Brasil, Grécia, Hungria, Geórgia, Israel e Suíça. A pedido da Ordem, aderiu ao "Projeto Europa" e enviou jovens frades não só na Grécia e na Hungria, mas também na Geórgia, Suíça e França, em Clermont-Ferrand. Colaborou assiduamente na Comissão, para a revisão das Constituições dos Frades Menores Capuchinhos, revisando-as no aspecto jurídico e nas notas. Frei Roberto foi também membro da Comissão preparatória do Capítulo Geral de 2018, que o elegeu Ministro Geral.